# St. Elisabeth (Adelzhausen)

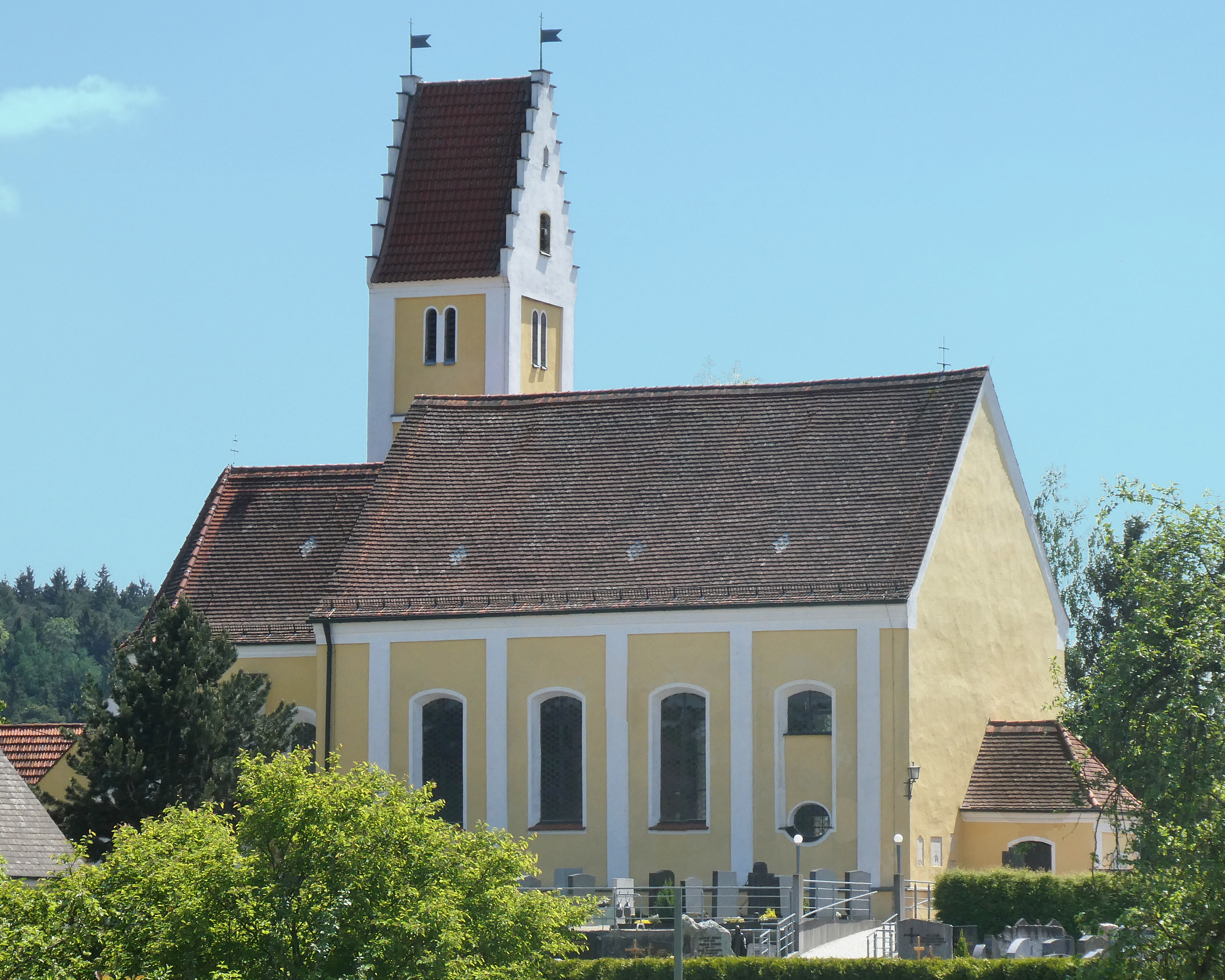
St. Elisabeth von Nord-West

Die katholische Pfarrkirche St. Elisabeth ist ein Baudenkmal in Adelzhausen in Landkreis Aichach-Friedberg in Bayern.
Die Kirche wurde in der zweiten Hälfte des 15. Jahrhunderts erbaut. 1757 erfolgte der Neubau des Langhauses. Es handelt sich bei St. Elisabeth um eine durch Pilaster gegliederte Saalkirche mit Stichkappentonne. Der eingezogene Chor ist dreiseitig geschlossen. Der Turm an der Südseite hat ein Satteldach mit Treppengiebeln. Die Fresken zeigen im Chor die Glorie der heiligen Elisabeth. Im Langhaus sind der heilige Geist mit Engeln sowie die Almosenspende der Kirchenpatronin und seitlich die Kirchenväter und die Kardinaltugenden dargestellt. Die Deckengemälde sind um 1757 entstanden und werden Sigismund Reis zugeschrieben. Etwa aus der gleichen Zeit sind die Altäre und die Kanzel. Die Figur des heiligen Josef im rechten Seitenaltar wurde 1762 von Johann Caspar Öberl erstellt. Die Darstellung der heiligen Elisabeth ist um 1480/90 entstanden. Im Vorzeichen findet sich eine Grabplatte für einen Waldemar von Adelzhausen um 1390.